# Parque nacional de Kaeng Chet Khwae
El Parque nacional de Kaeng Chet Khwae es un área protegida del norte de Tailandia, en la provincia de Phitsanulok. Tiene una extensión de 261 kilómetros cuadrados.
El paisaje es montañoso con zonas de vegetación y bosques.